# Laje do Muriaé
Laje do Muriaé är en kommun i Brasilien.   Den ligger i delstaten Rio de Janeiro, i den sydöstra delen av landet, 900 km sydost om huvudstaden Brasília. Antalet invånare är 7 491. Arean är 251 kvadratkilometer.
Terrängen i Laje do Muriaé är huvudsakligen kuperad, men åt nordväst är den platt.
Omgivningarna runt Laje do Muriaé är huvudsakligen savann. Runt Laje do Muriaé är det glesbefolkat, med 20 invånare per kvadratkilometer.